# كأس السوبر الإفريقي 2002
كأس السوبر الأفريقي 2002 هي النسخة العاشرة من مسابقة كأس السوبر الأفريقي، وهي مباراة سنوية تجمع بين الفائز بدوري أبطال أفريقيا والفائز بكأس الاتحاد الكونفدرالي الأفريقي لكرة القدم.

## الفرق
الأهلي الفائز بدوري أبطال أفريقيا
 كايزر تشيفز الفائز بكأس الكؤوس الإفريقية

## النتيجة النهائية
الأهلي (4-1)  كايزر تشيفز

## الفائز بالبطولة
(اللقب الأول)